# Myxine fernholmi
Myxine fernholmi  – gatunek bezszczękowca z rodziny śluzicowatych (Myxinidae).

## Zasięg występowania
Płd.-wsch. Pacyfik oraz płd.-zach Atlantyk. Znana tylko z osobników złowionych u wybrzeży Chile i Falklandów.

## Cechy morfologiczne
Osiąga max. 84,6 cm długości całkowitej.

## Biologia i ekologia
Występuje na głębokości ok. 135–1480 m.